# Rebecca Clarke

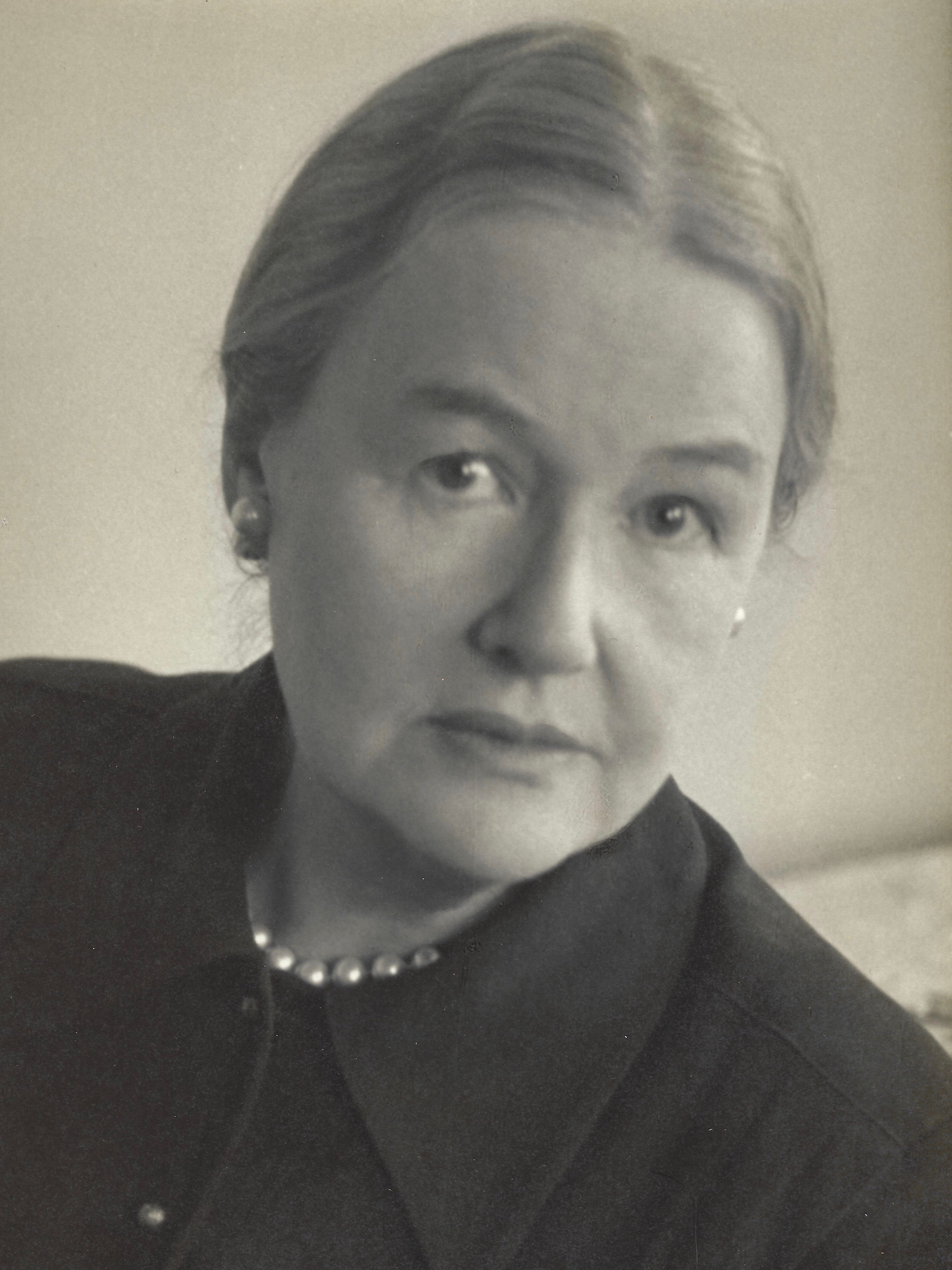
Rebecca Clarke

Rebecca Helferich Clarke (* 27. August 1886 in Harrow, England, Vereinigtes Königreich; † 13. Oktober 1979 in New York City, New York, Vereinigte Staaten) war eine britische Komponistin und Bratschistin US-amerikanisch-deutscher Herkunft. Sie gilt heute als eine der wichtigsten Komponistinnen ihres Landes in der Zwischenkriegszeit.

## Leben

### Elternhaus und Kindheit
Rebecca Clarke war das erste von vier Geschwistern. Ihr Vater, Joseph Thacher Clarke (1856–1920), war Amerikaner und Vertreter für die Firma Eastman Kodak in Europa und 1881 bis 1883 Leiter einer archäologischen Ausgrabung in Assos. Die Mutter, Agnes Paulina Marie Amalie Helferich, stammte aus München, wo deren Vater Johann von Helferich Professor für Wirtschaftspolitik war. Der Historiker Leopold von Ranke war ein Großonkel der – zweisprachig aufwachsenden – Rebecca Clarke. Musik spielte eine wichtige Rolle in der Familie; der Vater spielte selbst Cello und schickte alle vier Kinder zum Musikunterricht. Überschattet wurde deren Kindheit jedoch durch den autoritären, gewalttätigen Charakter des Vaters. Clarke schrieb in ihren bislang unveröffentlichten Erinnerungen:

„We were all of us whipped, sometimes really painfully […]. For years my nails were examined every Sunday morning by Papa; I had started the habit of biting them. And if they were not satisfactory (and they never were) I was doomed to another session with the […] steel slapper, while Mama waited helplessly outside the door and cried.“

„Wir wurden alle geschlagen, manchmal in höchst schmerzhafter Weise […]. Über Jahre hinweg wurden meine Fingernägel jeden Sonntag morgen einer Prüfung durch Papa unterzogen; ich hatte die Gewohnheit angenommen, daran zu kauen. Wenn sie nicht zufriedenstellend aussahen (und das taten sie nie), war ich zu einer weiteren Sitzung mit dem […] stählernen Lineal verurteilt, während Mama hilflos vor der Türe wartete und weinte.“

Ihr Bruder war der in die USA ausgewanderte Chemiker Hans Thacher Clarke (1887–1972), der Professor an der Columbia University war und ausgezeichnet Klarinette spielte.

### Musikstudium
1903 begann Rebecca Clarke ein Studium an der Royal Academy of Music in London. Ihr Violinlehrer war Hans Wessely. Das Studium fand allerdings 1905 ein abruptes, durch den Vater erzwungenes Ende, nachdem Percy Hilder Miles, Clarkes Dozent für Harmonielehre, ihr einen Heiratsantrag gemacht hatte (Miles starb 1922 und vermachte ihr testamentarisch seine eigene Stradivari-Violine). Im Januar 1908 nahm sie ein Kompositionsstudium am Royal College of Music in London auf, wo sie eine der ersten Studentinnen bei Charles Stanford wurde. Auf dessen Rat hin verlegte sie den Schwerpunkt ihrer Instrumentalausbildung von der Violine zur Viola, die erst etwa ab dieser Zeit als ernstzunehmendes Soloinstrument galt, und nahm neben dem Studium Privatunterricht bei Lionel Tertis, einem der damals bedeutendsten Bratschisten. Rebecca Clarke konnte das Studium am Royal College allerdings nicht zu Ende führen, da sie 1910 von ihrem Vater ohne jede finanzielle Unterstützung aus dem Haus geworfen wurde. Diesem endgültigen Zerwürfnis mit dem Vater vorausgegangen war ein Streit über dessen außereheliche Affären.

### Instrumentalsolistin

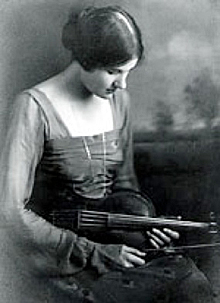
Rebecca Clarke mit Viola, 1919

Um sich finanziell über Wasser zu halten, schlug Clarke eine erfolgreiche Karriere als Solobratschistin ein und wurde Mitglied verschiedener, rein weiblich besetzter Kammerensembles, unter anderem des Norah Clench Quartet. 1912 wurde sie von Henry Wood in das Queen’s Hall Orchestra berufen und war damit eine der ersten Orchestermusikerinnen in einem professionellen Ensemble.

### Erster USA-Aufenthalt
1916 übersiedelte Clarke in die USA, wo auch ihre beiden Brüder lebten. Dort entfaltete sie eine rege Konzerttätigkeit, oft gemeinsam mit der Cellistin May Mukle. Tourneen führten sie beispielsweise 1918 bis 1919 nach Hawaii und 1923 rund um die Welt (u. a. nach Fernost und in verschiedene britische Kolonien). Ab 1917 trat sie in freundschaftlichen Kontakt zu der amerikanischen Mäzenin Elizabeth Sprague Coolidge. Auf deren Anregung hin reichte sie 1919 ihre Sonate für Viola und Klavier beim Kompositionswettbewerb um den „Coolidge International Prize“ in Berkshire ein. Die Jury favorisierte unter den 72 eingereichten Stücken stimmengleich zwei: dasjenige von Clarke sowie ein Werk des bekannten Komponisten Ernest Bloch. Letztlich erhielt zwar Bloch den 1. Preis, aber auch Clarkes mit dem 2. Preis ausgezeichnete Sonate wurde 1919 beim Berkshire Music Festival unter großem Beifall uraufgeführt. Allerdings wurde spekuliert, dass „Rebecca Clarke“ ein Pseudonym von Ernest Bloch selbst sei oder dass es jedenfalls unmöglich Clarke gewesen sei, die Derartiges hätte schreiben können. 1921 errang Clarke mit ihrem Klaviertrio erneut den 2. Preis des „Coolidge International Prize“. 1922 erhielt sie von Coolidge den Kompositionsauftrag für die Rhapsody für Violoncello und Klavier, verbunden mit einem Honorar von 1000 $. Clarke war damit die einzige Frau, die von dieser Mäzenin gefördert wurde.

### Rückkehr nach England
1924 übersiedelte Clarke wieder nach London (der Vater war 1920 gestorben) und trat dort als Solistin und Kammermusikpartnerin von so renommierten Künstlern wie Myra Hess, Adila Fachiri, André Mangeot, Gordon Bryan, Adolphe Hallis, Guilhermina Suggia und May Mukle auf. 1927 war sie Mitbegründerin des Klavierquartetts „The English Ensemble“. Als Solistin und Kammermusikerin war sie auch in Rundfunkübertragungen und Aufnahmen der BBC zu hören. Ab den späten 1920er Jahren nahm ihre kompositorische Produktivität stark ab. Zwischen etwa 1929 und 1933 hatte sie eine Liaison mit dem – verheirateten – Sänger John Goss. 1935 starb Clarkes Mutter.

### Endgültige Übersiedlung in die USA
Mit Ausbruch des Zweiten Weltkrieges zog Clarke abermals in die USA. Die Jahre zwischen 1939 und 1942 erwiesen sich als letzte nennenswerte kreative Phase. Clarke lebte damals abwechselnd bei den Familien ihrer beiden Brüder und war unglücklich, weil diese sich in ihren Augen ähnlich ungünstig entwickelten wie ihr Vater. 1942 wurde ihr Prelude, Allegro and Pastorale für Klarinette und Viola in Berkshire uraufgeführt.
1942 nahm Rebecca Clarke eine Tätigkeit als Kindermädchen in Connecticut auf. Ab diesem Zeitpunkt kam ihre kompositorische Aktivität fast völlig zum Erliegen, und sie trat auch kaum mehr als Interpretin in Erscheinung.

### Heirat und späteres Leben
Anfang 1944 traf Rebecca Clarke James Friskin wieder, Pianist und Klavierlehrer an der Juilliard School, den sie bereits aus ihrer Studienzeit am Royal College of Music kannte. Im gleichen Jahr heirateten die beiden, beide 58-jährig, und ließen sich in New York nieder. Nach der Hochzeit beendete Rebecca Clarke ihre Interpretenkarriere und komponierte nahezu nichts mehr. Als letzte von vermutlich nur noch drei Kompositionen, die nach ihrer Hochzeit entstanden, gilt das 1954 entstandene Lied „God Made a Tree“ (erst 2002 publiziert). Zwischen 1945 und 1956 hielt sie unregelmäßig Vorträge über Kammermusik an der Chautauqua Institution in New York; 1949 wurde sie Präsidentin der Chautauqua Society of New York. 1963 wurde Rebecca Clarke der Ehrentitel „Fellow of the Royal College of Music“ verliehen.

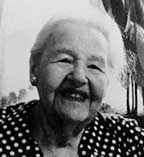
Rebecca Clarke, 1976

Clarke verkaufte später die Stradivari-Violine, die sie von Miles geerbt hatte, und rief an der Royal Academy of Music den May Mukle Prize ins Leben, benannt nach der Cellistin, mit der sie häufig konzertiert hatte. Dieser Preis wird bis heute jährlich an herausragende Cellisten verliehen.
1967, nach dem Tod ihres Ehemannes, begann Clarke mit der Niederschrift von Memoiren mit dem Titel I Had a Father Too (or the Mustard Spoon). Diese wurden 1973 abgeschlossen, blieben bislang jedoch unveröffentlicht. Darin beschreibt sie ihre frühe Kindheit, geprägt durch gespannte Familienverhältnisse und den brutalen Umgang ihres Vaters mit seinen Kindern. Clarke blieb bis ins hohe Alter geistig rege und arbeitete noch bis kurz vor ihrem Tod an Revisionen früherer Kompositionen. Sie starb 1979 93-jährig in ihrer Wohnung in New York City.

## Werk als Komponistin

### Rolle als Komponistin

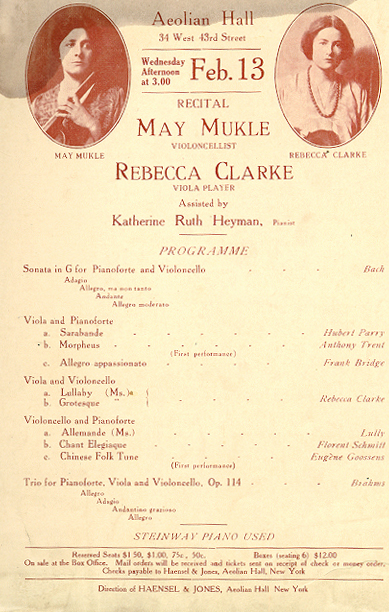
Konzertprogramm von 1917 mit Werken von Rebecca Clarke; ihr Duo Morpheus steht unter dem Pseudonym „Anthony Trent“.

Rebecca Clarke gilt heute als eine der wichtigsten englischen Komponistinnen in der Zeit zwischen den beiden Weltkriegen. Über die Hintergründe ihres – trotz außerordentlicher Begabung – eher schmalen Œuvres und das zunächst zeitweilige, dann endgültige Versiegen ihrer Schöpferkraft gibt es unterschiedliche Vermutungen. Oft wird auf das Frauenbild des spätviktorianischen Zeitalters, in das ihre Kindheit fiel, verwiesen, das auch ihre eigene Vorstellung einer „angemessenen“ Geschlechterrolle prägte, verstärkt noch durch die höchst autoritären Methoden des Vaters. Clarke zeigte zwar Sympathie für die Frauenrechtsbewegung im England des frühen 20. Jahrhunderts (die sie durch Teilnahme an Benefizkonzerten unterstützte), eine aktive Rolle bei den Suffragetten, wie sie die 28 Jahre ältere Komponistenkollegin Ethel Smyth spielte, kam für sie jedoch nicht in Frage. Eigene Werke nahm sie teilweise unter Pseudonym ins Konzertprogramm, um zu vermeiden, dass ihr eigener Name dort zu oft erschien. So stand 1917 ihr Morpheus für Viola und Klavier unter „Anthony Trent“ im Programm (s. Abb.). Kritiker rühmten anschließend „Trent“, während die unter Clarke figurierenden Werke weitgehend ignoriert wurden. Dies mag zu Clarkes Empfindlichkeit gegen negative Kritiken beigetragen haben. Ihr Ehemann James Friskin ermutigte sie (anders als etwa Gustav Mahler bei Alma) durchaus zu weiteren Kompositionen; Clarke sah sich aber nicht in der Lage, Familienleben und Arbeit als Komponistin in Einklang zu bringen.

### Stilmerkmale
Rebecca Clarke begann als Liedkomponistin, später kamen kammermusikalische Werke und auch einige Chöre hinzu. Großformatige Orchesterwerke fehlen gänzlich. Ein wichtiger Teil des Werks von Clarke gilt der Viola und nutzt die spezifischen Ausdrucksmöglichkeiten dieses Instrumentes, die Clarke als langjährige Solistin gut kannte. Viele Stücke schrieb sie in erster Linie für sich selbst und die Kammerensembles, in denen sie mitwirkte. Ihre Musik zeigt Einflüsse verschiedener Strömungen des 20. Jahrhunderts und ist durch spätimpressionistische Harmonik Debussy'scher Prägung gekennzeichnet. Clarke war mit vielen führenden Komponisten ihrer Zeit bekannt, darunter Bloch, Ravel und Vaughan Williams, die in ihrem Werk gleichfalls stilistische Spuren hinterlassen haben. Weiterhin lassen sich Einflüsse der englischen Volksmusik sowie fernöstlicher Musik nachweisen.
Clarkes Bratschensonate aus dem Jahre 1919 gilt heute als Standardwerk für dieses Instrument (veröffentlicht im gleichen Jahr mit der preisgekrönten Sonate von Bloch sowie der Bratschensonate von Hindemith) und ist charakteristisch für ihren Stil mit ihrem pentatonischen Eröffnungsmotiv, dichten Harmonien, emotionalen Ausdruck und rhythmischer Komplexität. Die von Coolidge in Auftrag gegebene Rhapsody mit einer Aufführungsdauer von rund 23 Minuten ist wohl Clarkes ambitionierteste und komplexeste Komposition.
Zwischen 1939 und 1942 wurde Clarkes Stil weniger dicht und spiegelt Einflüsse des Neoklassizismus wider. Dumka (1941), ein erst 2004 veröffentlichtes Werk für Violine, Viola und Klavier, reflektiert die osteuropäische Stilelemente verwendende Musik von Bartók und Martinů. Die modal gefärbte Passacaglia on an Old English Tune für Viola und Klavier, ebenfalls von 1941 und von Clarke selbst uraufgeführt, basiert auf einem Thomas Tallis zugeschriebenen Thema. Prelude, Allegro and Pastorale für Klarinette und Viola, wiederum 1941 entstanden, ist gleichfalls neoklassizistisch geprägt (ursprünglich für einen ihrer Brüder und ihre Schwägerin entstanden).
Die frühesten Liedkompositionen Clarkes sind salonhaften Charakters; ihre späteren Lieder beruhen vorwiegend auf klassischen Texten von Yeats und Masefield sowie traditionellen chinesischen Texten. „The Tiger“, an dem sie während ihrer Beziehung mit dem Sänger John Goss fast fünf Jahre lang arbeitete, ist dunkel, grüblerisch und von fast expressionistischer Wirkung. Die meisten Liedkompositionen Clarkes sind allerdings von hellerem Charakter. Unter ihren Chorwerken sind der 91. Psalm und der Chor aus Shelleys „Hellas“ für fünfstimmigen Frauenchor größer angelegte Kompositionen.

### Rezeption
Von Rebecca Clarkes rund 100 Kompositionen wurden nur 20 zu ihren Lebzeiten gedruckt, und ihr Werk geriet weitgehend in Vergessenheit. Nennenswertes öffentliches Interesse begann sich erst seit einer Rundfunksendung anlässlich ihres 90. Geburtstages zu regen, und zu Beginn des neuen Jahrtausends wuchs das Interesse an ihrer Musik weiter. Wesentlichen Anteil daran hat die 2000 gegründete Rebecca Clarke Society. Diese fördert das Werk Clarkes durch Konzerte, Uraufführungen, Einspielungen und Publikationen. Spezielles Interesse gilt der Veröffentlichung bislang unpublizierter Werke aus Clarkes Nachlass, denn gut die Hälfte ihres Werkes (wie auch die meisten ihrer Schriften) ist noch unveröffentlicht. So wurde „Binnorie“, ein zwölfminütiges Lied auf Grundlage keltischer Volksmusik, erst 1997 entdeckt und 2001 uraufgeführt. 2002 erfolgte die Uraufführung zweier 1907 bzw. 1909 komponierter Violinsonaten. Im gleichen Jahr erschien Morpheus für Viola und Klavier im Druck.

### Wichtige Kompositionen
- 1904: „Shiv and the Grasshopper“, Lied nach einem Text von Rudyard Kipling
- 1907–1909: zwei Violinsonaten (G-Dur, D-Dur)
- 1912: „Shy One“, Lied nach einem Text von Yeats
- 1917/18: Morpheus für Viola und Klavier
- 1919: Sonata für Viola (oder Cello) und Klavier
- 1921: Piano Trio für Violine, Viola und Klavier
- 1921: Chinese Puzzle für Violine und Klavier
- 1921: He that dwelleth in the secret place (91. Psalm) für gemischten Chor (SATB, mit SATB Soli)
- 1922: „The Seal Man“, Lied nach einem Text von John Masefield
- 1923: Rhapsody für Cello und Klavier
- 1929: „The Aspidistra“, Lied nach einem Text von Claude Flight
- 1930: Cortège für Klavier
- 1929–1933: „The Tiger“, Lied nach einem Text von William Blake
- 1940(?)/1941: Passacaglia on an Old English Tune für Viola (oder Cello) und Klavier
- 1941: Prelude, Allegro and Pastorale für Viola und Klarinette
- 1954: „God made a tree“, Lied nach einem Text von Katherine Kendall